# Swatch網際網路時間
Swatch網際網路時間（Swatch Internet Time），是瑞士著名鐘錶業者Swatch與麻省理工學院媒體實驗室創辦人尼古拉斯·尼葛洛龐帝（Nicholas Negroponte）於1998年10月23日合作制定的一種時間度量衡制度，作為網路時制的一種方案，目的之一是為了克服時區問題，讓世界各地能在同一時間基礎上溝通，不過實際應用並未普及，常見於Swatch所生產的鐘錶上。

## 規格
1. 以Swatch總部（位於瑞士比爾市）的時間為基準時間，稱為「比爾標準時間（Biel Mean Time，縮寫為BMT）」，該地時間相當於中歐時區，也就是UTC+1。
2. 一律改採計算簡便的10進制，而非傳統的12進制及60進制混用。
3. 將原來的一天24小時劃分為1000個等份，各等份稱為一個「.Beat」（拍／角刻），因此一個Beat相當於86.4秒（=1分26.4秒）。另有一輔助單位「.cBeat」（分拍／毫刻），為Beat的1/100，即0.864秒。
4. 一天的起始時間（UTC+1時間的午夜0:00）記為「@000」，結束時間為「@999」，且皆以BMT為準，不像傳統時制有時區之別。因此除了傳統上與BMT同時區的地區之外，各地傳統的午夜0:00都不是@000。

## 算式
| 上午 | :00     | :30     |    | 下午    | :00     | :30 |
| 00   | @708.33 | @729.17 | 12 | @208.33 | @229.17 |     |
| 01   | @750.00 | @770.83 | 13 | @250.00 | @270.83 |     |
| 02   | @791.67 | @812.50 | 14 | @291.67 | @312.50 |     |
| 03   | @833.33 | @854.17 | 15 | @333.33 | @354.17 |     |
| 04   | @875.00 | @895.83 | 16 | @375.00 | @395.83 |     |
| 05   | @916.67 | @937.50 | 17 | @416.67 | @437.50 |     |
| 06   | @958.33 | @979.17 | 18 | @458.33 | @479.17 |     |
| 07   | @000.00 | @020.83 | 19 | @500.00 | @520.83 |     |
| 08   | @041.67 | @062.50 | 20 | @541.67 | @562.50 |     |
| 09   | @083.33 | @104.17 | 21 | @583.33 | @604.17 |     |
| 10   | @125.00 | @145.83 | 22 | @625.00 | @645.83 |     |
| 11   | @166.67 | @187.50 | 23 | @666.67 | @687.50 |     |

{\displaystyle Beat=1000\ {\frac {60(60(h-x)+m)+s}{86400}}}
其中
{\displaystyle h=}所在時區的小時（24時制）；
{\displaystyle m=}所在時區的分鐘；
{\displaystyle s=}所在時區的秒數；
{\displaystyle x=}所在時區與UTC+1的時差。
如果{\displaystyle (h-x)}為負值，可{\displaystyle +24}轉為正值。

將UTC+8換算成Beat時，上述{\displaystyle x}以{\displaystyle 7}代入。

## 人類歷史上類似的度量衡方法

### 中國
古代中國除使用「時辰」報時制，亦有使用「刻」計時：把1日分為100刻，每刻正好等於Swatch因特网时间的每10「.Beat」（拍／角刻）。

### 法國
法蘭西第一共和國時期的革命曆法「法國共和曆」，把1日分為10小時，把1小時分為100分鐘，把1分鐘分為100秒；而其曆法上分鐘和秒的時間含量正好分別等於Swatch因特网时间的「.Beat」（拍／角刻）和「.cBeat」（分拍／毫刻）。但Swatch因特网时间跟法國共和曆不同的是，Swatch因特网时间並不含時差調整的因素設定。

## 外部連結
- Swatch因特网时间官方網站 (台灣)
- Swatch因特网时间官方網站 (中國大陸)